# Il Resegone
Il Resegone è stato uno storico giornale settimanale cattolico lecchese fondato nel 1882 e chiuso nel 2007.

## Storia
Fondato a Lecco il 17 febbraio del 1882, per iniziativa del prevosto della città di Lecco, Mons. Pietro Galli, del coadiutore Don Giuseppe Cavanna e del tipografo Giuseppe Corti, il primo numero venne stampato con la data 17-18 febbraio 1882. Don Giuseppe Cavanna fu il primo direttore.
Il settimanale fu sempre il punto di riferimento per il mondo cattolico lecchese, conobbe una crescita significativa nella parte finale del XIX secolo quando fu una delle prime testate italiane a combattere il lavoro minorile;  mantenne sempre una centralità anche in fasi delicate come i primi decenni del secolo XX,  durante il fascismo, ma anche nel periodo della ricostruzione post-bellica e del "boom" economico. 
"Il Resegone" contribuì a delineare le linee di sviluppo del territorio, facendosi strumento attivo di dialogo tra chiesa locale, istituzioni e cittadini.
A partire dagli anni '70 "Il Resegone"  ampliò la sua diffusione oltre l'ambito lecchese estendosi nell'alta Brianza, lungo la costa lariana e arrivando fino al circondario di Erba.
Nel 1993 il quotidiano, sempre attento ai problemi del lavoro e dell'integrazione, pubblicò una lettera aperta di un ingegnere meridionale che si era visto rifiutato il posto di lavoro da responsabile della produzione per via delle sue origini.
Entrato in crisi agli inizi del secondo millennio, la Curia di Milano, proprietaria del settimanale, decise di chiuderlo il 28 settembre 2007.

## Dopo la chiusura
Dall'esperienza del quotidiano nacque il quotidiano on line Resegone online.